# Ungarra
Ungarra är en ort i Australien. Den ligger i kommunen Tumby Bay och delstaten South Australia, omkring 250 kilometer väster om delstatshuvudstaden Adelaide.